# Kevin Nolan
Kevin Nolan (Liverpool, 24 juni 1982) is een Engels voormalig voetballer die bij voorkeur als aanvallende middenvelder speelde. In de laatste jaren van zijn loopbaan werd Nolan actief als speler-trainer.

## Clubcarrière
Nolan werd op zijn zestiende opgenomen in de jeugdopleiding van Bolton Wanderers. Hij debuteerde in 1999 in de hoofdmacht en speelde in de volgende tien jaar bijna 300 wedstrijden in de clubkleuren van The Trotters. In de winter van 2008-2009 maakte hij de overstap naar Newcastle United, waar hij in zijn eerste zes maanden degradeerde naar de Football League Championship.
Het verblijf van Newcastle in de Championship duurde één seizoen, mede door zeventiengoals van Nolan. Bij de rentree van Newcastle in de Premier League droeg hij de aanvoerdersband. In 2011 maakte Nolan de overstap naar West Ham United, waar hij herenigd werd met Sam Allardyce, de coach waarmee hij bij Bolton jarenlang samenwerkte. Samen kregen ze de opdracht ook West Ham in één jaar weer op het hoogste niveau terug te krijgen. Dit lukte, waardoor Nolan in 2012 terugkeerde in de Premier League. Hij speelde tot en met augustus 2015 uiteindelijk 144 competitieduels voor West Ham United. Nadat hij nog in actie kwam in twee van de drie eerste competitieronden van het seizoen 2015/16, gingen Nolan en de club in overleg per direct uit elkaar. In januari 2016 begon hij bij Leyton Orient, eerst als speler-trainer en vervolgens tussen april en juli enkel als speler. In januari 2016 ging Nolan aan de slag als speler-trainier bij Notts County.

## Erelijst
Newcastle United
- Kampioen Championship

2009/10